# Luigi Gaetano Gullì
Luigi Gaetano Gullì (Scilla (Italia), 16 giugno 1859 – Oceano Atlantico, 12 marzo 1918) è stato un pianista, compositore e didatta italiano.

## Biografia
Ultimo di nove figli, nacque in una famiglia di appassionati alla musica e fu avviato allo studio di quest'arte da entrambi i genitori. Il padre Giuseppe, un avvocato che da buon dilettante suonava la spinetta, gli impartì le prime lezioni di teoria e di pianoforte e la madre, Annunziata Delfino, che si esercitava per diletto nel canto lirico, contribuì per parte sua a dare un indirizzo alle sue attitudini innate. All'età di sette anni, in una sala di Reggio Calabria, si esibì in un concerto che fu molto acclamato. Questo convinse  i genitori a farlo proseguire negli studi musicali e convinse anche il consiglio provinciale di Reggio a deliberare l'elargizione in suo favore di un sussidio che gli permise di spostarsi a Napoli per frequentare il Conservatorio di San Pietro a Majella.

Fu allievo di  Beniamino Cesi per la tecnica pianistica e di Lauro Rossi per la composizione musicale. Si diplomò a pieni voti in pianoforte nel 1877 e, per completare la sua formazione, si spostò a Roma dove conobbe e frequentò Giuseppe Martucci, Giovanni Sgambati, Luigi Mancinelli e altre personalità  della Roma di fine secolo.
Pianista raffinato e sensibile, le sue doti interpretative gli aprirono le porte dei salotti.; Gabriele D'Annunzio così descrisse le sensazioni che il suo tocco pianistico suscitava in Andrea Sperelli, il protagonista del suo romanzo Il Piacere :
«[...] Luigi Gulli un giovine maestro venuto dalle natali Calabrie in cerca di fortuna, nero e crespo come un arabo, eseguiva con molta anima la sonata in do diesis minore di Ludovico Beethoven... a poco a poco la musica grave e soave prendeva tutti que' leggeri spiriti ne' suoi cerchi, come in un gorgo tardo ma profondo [...]»
Gabriele D’Annunzio in quegli anni seguì attentamente l'attività concertistica romana del Gullì e in varie occasioni ne scrisse sulle pagine del quotidiano La Tribuna, come dopo un concerto romano del quale diede un breve ma significativo resoconto apparso il 16 gennaio 1888. 
Dopo questa prima breve ma intensa parentesi romana Luigi Gullì partì per Parigi e vi si trattenne un paio di anni prima di ritornare a Roma stabilmente.
Nel 1897 fondò il «Quintetto Gullì» di cui gli altri componenti erano Roberto Fattorini primo violino, Raffaele Zampetti secondo violino, Ettore Marengo viola, mentre la parte del violoncello fu coperta in vari periodi da Cesare Bedetti, Gaetano Morelli, Luigi Forino e, infine, Tito Rosati. Il quintetto ebbe grande successo a Roma e riscosse molti consensi anche nelle sue varie tournée estere sia a Oslo, dove conobbe e divenne amico di Edvard Grieg e di Christian Sinding, sia a Copenaghen, Berlino e Parigi.
Suonò anche al cospetto dei reali d’Italia e la regina Margherita gli donò una spilla con brillanti a forma di «M» mentre il re Umberto I gli conferì, nel 1898, il titolo di Cavaliere del Regno.
Νell’aprile del 1899, con l'amico Grieg che dirigeva l'orchestra, si esibì in un concerto presso la sala della «Reale Accademia di Santa Cecilia». Nell'aprile del 1900 con l’amico Alessandro Longo organizzò un concerto con musiche di quest'ultimo.
Agli inizi del 1912 forse stanco della sua vita concertistica decise di accettare l'offerta della scuola di musica The Kidd-Key School di Sherman e ne divenne insegnante e direttore. Vi rimase fino al 1914 anno in cui si spostò a Chicago dove divenne docente del Chicago Music College. Contemporaneamente riprese l'attività concertistica e si esibì in vari concerti pianistici, ma il suo stato di salute andava peggiorando.  Maturò quindi la risoluzione di fare ritorno in Italia.
Il 5 marzo 1918 si imbarcò a New York sul piroscafo Dante Alighieri diretto a Genova. Dopo sette giorni di navigazione, fu colpito da un severo attacco di uremia che rapidamente lo portò alla morte il 12 marzo alle sette del mattino. Fu sepolto in mare alla mezzanotte di quello stesso giorno secondo gli usi di quel tempo.